# Virginia Slims of Detroit 1975
Il Virginia Slims of Detroit 1975 è stato un torneo di tennis giocato sul sintetico indoor. È stata la 4ª edizione del torneo, che fa parte del Virginia Slims Circuit 1975. Si è giocato a Detroit negli USA dal 17 al 23 febbraio 1975.

## Campionesse

### Singolare
Evonne Goolagong ha battuto in finale  Margaret Court con il punteggio di 6–3, 3–6, 6–3

### Doppio
Lesley Hunt /  Martina Navrátilová hanno battuto in finale  Françoise Dürr /  Betty Stöve con il punteggio di 2–6, 7–5, 6–2